# ماتوگروسو جنوبی
ماتوگروسو جنوبی ایالتی در جنوب برزیل به مرکزیت کامپوگرانده است.